# Bezymjanka (stanice metra v Samaře)
Bezymjanka (rusky Безымянка) je stanice samarského metra. Pojmenována je podle stejnojmenné čtvrti, kde za druhé světové války byla vyráběna letadla a další vojenský materiál pro frontu.

## Charakter stanice
Bezymjanka je podzemní, mělce založená, pilířová stanice s ostrovním nástupištěm a jedním výstupem. Ten je z prostoru nástupiště vyveden po pevném schodišti do mělce založeného podpovrchového vestibulu pod ulicí Novovokzalnaja. Strop je podpírán dvěma řadami sloupů, ty jsou čtyřboké a obložené mramorovými deskami, stejně jako stěny za nástupištěm. Tam je kromě toho také ještě i pruh s mozaikou symbolizující právě letecké útoky Rudé armády za války. Bezymjanka se otevřela cestujícím jako první ze stanic samarského metra, 26. prosince 1987, a jako součást úseku Poběda – Jungorodok.